# Tim Sherwood
Timothy Alan Sherwood, detto Tim Sherwood (St Albans, 6 febbraio 1969), è un allenatore di calcio ed ex calciatore inglese, di ruolo centrocampista.

## Carriera
Il 16 dicembre 2013, in seguito all'esonero di Villas-Boas dalla panchina dei Spurs viene nominato tecnico ad interim. Dopo due giorni esordisce alla guida del club nella partita contro il West Ham, persa per 2-1 e sancisce l’eliminazione alla Football League Cup. Il 24 dicembre viene confermato come tecnico della prima squadra, firmando un contratto per due anni e scegliendo come vice Les Ferdinand e come assistente Chris Ramsey. Dopo due giorni fa il suo esordio da allenatore in Premier League, pareggiando per 1-1 contro il West Bromwich Albion a White Hart Lane, mentre tre giorni più tardi ottiene la sua prima vittoria, grazie al 3-0 sullo Stoke City. Il 4 gennaio 2014 arriva la sua prima sconfitta, a causa del 2-0 subìto dall'Arsenal in FA Cup. Il 13 maggio viene annunciato il suo addio al Tottenham Hotspur.
Il 14 febbraio 2015 firma un contratto triennale con l'Aston Villa, sostituendo l'esonerato Paul Lambert. Il 25 ottobre seguente dopo risultati negativi viene sollevato dall'incarico.
Il 10 novembre 2016 diventa il nuovo direttore tecnico dello Swindon Town. Il 14 giugno 2017, dopo la retrocessione del club in Football League Two, rassegna le sue dimissioni.

## Statistiche
Statistiche aggiornate al 4 luglio 2023.
| Stagione           | Squadra            | Campionato         | Campionato | Campionato | Campionato | Campionato | Coppe nazionali | Coppe nazionali | Coppe nazionali | Coppe nazionali | Coppe nazionali | Coppe continentali | Coppe continentali | Coppe continentali | Coppe continentali | Coppe continentali | Altre coppe | Altre coppe | Altre coppe | Altre coppe | Altre coppe | Totale | Totale | Totale | Totale | % Vittorie | Piazzamento |
| Stagione           | Squadra            | Comp               | G          | V          | N          | P          | Comp            | G               | V               | N               | P               | Comp               | G                  | V                  | N                  | P                  | Comp        | G           | V           | N           | P           | G      | V      | N      | P      | %          | Piazzamento |
| ------------------ | ------------------ | ------------------ | ---------- | ---------- | ---------- | ---------- | --------------- | --------------- | --------------- | --------------- | --------------- | ------------------ | ------------------ | ------------------ | ------------------ | ------------------ | ----------- | ----------- | ----------- | ----------- | ----------- | ------ | ------ | ------ | ------ | ---------- | ----------- |
| dic. 2013-2014     | Tottenham          | PL                 | 22         | 13         | 3          | 6          | FACup+CdL       | 1+1             | 0+0             | 0+0             | 1+1             | UEL                | 4                  | 1                  | 1                  | 2                  | -           | -           | -           | -           | -           | 28     | 14     | 4      | 10     | 50,00      | Sub, 6°     |
| feb.-mag. 2015     | Aston Villa        | PL                 | 13         | 5          | 1          | 7          | FACup+CdL       | 3+0             | 2+0             | 0+0             | 1+0             | -                  | -                  | -                  | -                  | -                  | -           | -           | -           | -           | -           | 16     | 7      | 1      | 8      | 43,75      | Sub, 17°    |
| ago.-ott. 2015     | Aston Villa        | PL                 | 10         | 1          | 1          | 8          | FACup+CdL       | 0+2             | 0+2             | 0+0             | 0+0             | -                  | -                  | -                  | -                  | -                  | -           | -           | -           | -           | -           | 12     | 3      | 1      | 8      | 25,00      | Eson        |
| Totale Aston Villa | Totale Aston Villa | Totale Aston Villa | 23         | 6          | 2          | 15         |                 | 5               | 4               | 0               | 1               |                    | -                  | -                  | -                  | -                  |             | -           | -           | -           | -           | 28     | 10     | 2      | 16     | 35,71      |             |
| Totale carriera    | Totale carriera    | Totale carriera    | 45         | 19         | 5          | 21         |                 | 7               | 4               | 0               | 3               |                    | 4                  | 1                  | 1                  | 2                  |             | -           | -           | -           | -           | 56     | 24     | 6      | 26     | 42,86      |             |

## Palmarès

### Giocatore
- Campionato inglese: 1

Blackburn: 1994-1995